# KRO
La Katholieke Radio Omroep (« Radiodiffusion catholique »), abrégé en KRO, était une entreprise publique autonome à caractère culturel chargée du service public de la radio et de la télévision de langue néerlandaise pour la communauté catholique romaine.  
Avec d'autres diffuseurs, l'AVRO et la NCRV, ils faisaient une partie de la « Société AKN », un groupe public de radiodiffuseurs chrétiens.
Le 1er janvier 2014, la KRO fusionne avec la NCRV pour devenir KRO-NCRV.

## Identité visuelle (logo)

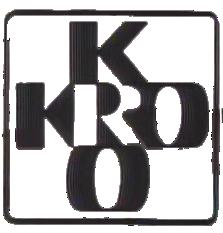
Logo de la KRO de 1974 à 1988
Logo de la KRO de 2001 à 2013
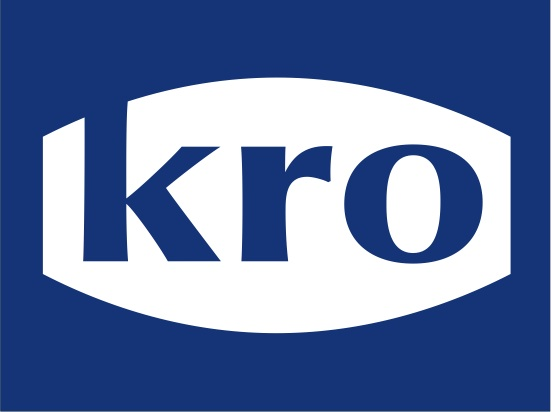
Logo de la KRO (blanc sur bleu) de 2001 à 2013